# 三瀧商事
三瀧商事株式会社（みたきしょうじ）は、かつて三重県四日市市に本社を置いていた米穀販売会社。

## 概要
1877年（明治10年）に創業。2012年3月期の売上高は52億円、関連会社であるミタキライスを含めると80億円。地元では優良企業、有力企業であったとされ、三重県内での米卸業者ではトップであったと報じられている。

## 産地・用途偽装事件
2012年12月1日から2013年9月3日の約9ヶ月間にかけて、中国産米を混ぜたコメ825トンを「国産米」と偽り、フジパングループの食品加工業者（日本デリカフレッシュ、日本フーズデリカ）に販売。愛知県や大阪府の工場にて弁当やおにぎりに加工された後、西日本中心にイオンやダイエーの店舗にて「国産米使用」として販売されていたことが判明した。また、主食用としては使用できない酒や菓子の原料として使われる「加工用米」も混入させていたことが後に判明した。
日本デリカフレッシュによれば、2013年9月12日に一部工場にてJAS法違反の疑いで農林水産省東海農政局による検査が入ったことに伴い、三瀧商事に対して問い合わせたところ、先述の期間中に「愛知県産」として卸されたコメ825トンのうち、約4割が中国産であったことを認めたという。イオンによれば、中国産のコメが混入した商品は弁当112種類、おにぎり35種類であり、合計約1500万個が販売された。偽装の規模は合計4386トンに上り、コメの偽装としては過去最大であり「組織的に長期かつ大規模で悪質な事例」とされた。三瀧商事は一部の社員が関与したものとし、社長の関与は否定した。この偽装により三瀧商事は2010年10月以降で1億2000万円の差益を得ていたとされる。
コメの用途や産地偽装には三瀧商事の関連会社や取引先が関与していた。産地偽装の手口として、三瀧商事は中国・アメリカ産のコメを購入した後、そのコメを三瀧商事の親族が経営する関連会社「ジャパンゼネラル」に伝票上で架空販売し、ジャパンゼネラルから愛知県産のコメを購入したように偽装していた。用途偽装の手口として、三瀧商事の取引先である製茶業者2社が自社の必要量以上の加工用米を仕入れ、三瀧商事に販売。2社は伝票上ではジャパンゼネラルに販売したと偽装し、三瀧商事はジャパンゼネラルから架空取引で同量を「主食用米」として仕入れたことにしていた。三瀧商事によれば創業者の発案で2005年頃から偽装を始めたとしており、米トレーサビリティ法が開始された2011年以降は、用途偽装に関わっていた1社との取引は中止したが、もう1社との取引は継続していた。この2社は三瀧商事よりマージンを受け取っていたとしている。
三重県は三瀧商事に対して2012年に米トレーサビリティ法に基づく立入検査を実施していたが、伝票上に虚偽記載されていた産地や取引量などが一致していたため不正を見抜けなかったという。三重県はこの事件を受け、コメの流通業者に対する特別監視指導において品種を判定する「DNA検査」や産地を判定する「微量元素測定」を導入すると発表したほか、コンプライアンスを徹底するための研修を実施すると表明した。農水省では米トレーサビリティ法の改正も視野に入れているという。
三瀧商事など6事業者は2013年10月4日、農林水産省と三重県より是正勧告がなされた。農水省東海農政局は三瀧商事に対し11月5日までに是正措置を報告するよう通達していた一方、三瀧商事は10月10日の臨時株主総会で解散決議がなされ、同日をもって会社を解散し、清算手続きに入ると発表した。解散表明は農水省や三重県に伝えられておらず突然なされたもので、事実関係が有耶無耶になる恐れがあり「違和感のある対応」とされた。10月24日、JAS法違反などの疑いでミタキライスと共に三重県警察より家宅捜索を受けた。
三瀧商事は1997年4月より四日市商工会議所の議員であったほか、全国穀類工業協同組合の三重県支部の支部長企業でもあった。代表取締役社長の服部洋子は四日市市から2010年度の産業功労者表彰を受けていたほか、2003年5月より四日市商工会議所女性部会長を務めていたが、辞任するよう勧告されていた。洋子は1996年の社長就任の時点では前社長の月松と離婚していなかったが、離婚後改姓しなかったのは月松の業界内の影響力や金融機関への信用などを考えてのことであった。

## 沿革
- 1877年（明治10年） - 創業[6]。
- 1970年（昭和45年） - 設立[6]。
- 1972年（昭和47年） - 株式会社ミタキライス設立。
- 1996年（平成8年） - 社長が創業者一族出身の服部月松から、既に離婚していた月松の元妻である服部洋子に交代[6]。
- 2013年（平成25年）10月10日 - 臨時株主総会にて解散を決議し、精算。

## 関連会社
- 株式会社ミタキライス